# Тетратиостаннат натрия
Тетратиостаннат натрия — неорганическое соединение,
комплексный сульфид натрия и олова с формулой Na4SnS4,
бесцветные кристаллы,
растворяется в воде,
образует кристаллогидраты.

## Получение
- Реакция растворов гексагидроксостанната натрия и сульфида натрия:

{\displaystyle {\mathsf {Na_{2}Sn(OH)_{6}+4Na_{2}S\ {\xrightarrow {100^{o}C}}\ Na_{4}SnS_{4}+6NaOH}}}

## Физические свойства
Тетратиостаннат натрия образует бесцветные кристаллы
тетрагональной сингонии,
пространственная группа P 421c,
параметры ячейки a = 0,7837 нм, c = 0,6950 нм, Z = 2.
.
Растворяется в воде.
Образует кристаллогидраты состава Na4SnS4•n H2O, где n = 12, 14 и 18.
Кристаллогидрат состава Na4SnS4•18H2O, который при 200-270°С теряет часть кристаллизационной воды.